# 阮福綿宸
阮福綿宸（越南语：／，1817年2月16日—1878年10月7日），越南阮朝明命帝第七子，生母貴人阮有氏長。
嘉隆十六年正月初一日（1817年2月16日）元旦，阮福綿宸在順化皇城出生。年少時在止善堂和諸兄弟一同進學，學行俱優。明命二十一年（1840年）十一月，受封為宜禾郡公（越南语：／）。嗣德十八年（1865年），嗣德帝以其年高德重，免其常朝趨拜。嗣德三十一年九月十二日（1878年10月7日），阮福綿宸去世，壽六十二歲，賜諡恭亮。葬於香水縣居正總楊春上社，在承天府富榮縣楊弩總南浦社上甲建祠祭祀。

## 子女
阮福綿宸有11子3女。後裔按御賜足字部起名。
- 八子阮福洪躋，襲封畿外侯。
- 子阮福洪蹂，襲封宜禾亭侯。
- 某子
  - 孫阮福膺𨀴，襲封奉國卿。